# Pomona College Journal of Economic Botany and Subtropical Horticulture
Pomona College Journal of Economic Botany and Subtropical Horticulture (abreviado Pomona Coll. J. Econ. Bot.) fue una revista con ilustraciones y descripciones botánicas que fue editada en Claremont. Fueron publicados 3 números desde el año  1911 hasta 1914.